# Collected (album, Golden Earring)
Collected je kompilační album nizozemské rockové skupiny Golden Earring, vydané v roce 2009 společností Universal Music Group. Na třech discích obsahuje 52 písní z let 1967–2003, převážně studiové verze, několik koncertních.

## Seznam skladeb
| Disk 1 | Disk 1                                 | Disk 1                           | Disk 1                | Disk 1 |
| Pořadí | Název                                  | Autor                            | Původní album         | Délka  |
| ------ | -------------------------------------- | -------------------------------- | --------------------- | ------ |
| 1.     | Sound of the Screaming Day             | Rinus Gerritsen, George Kooymans | singl (1967)          | 2:51   |
| 2.     | Together We Live Together We Love      | Gerritsen, Kooymans              | singl (1967)          | 3:12   |
| 3.     | I've Just Lost Somebody                | Gerritsen, Kooymans              | Miracle Mirror (1968) | 3:04   |
| 4.     | Dong-Dong-Di-Ki-Di-Gi-Dong             | Gerritsen, Kooymans              | singl (1968)          | 3:02   |
| 5.     | Just a Little Bit of Peace in My Heart | Gerritsen, Kooymans              | On the Double (1969)  | 5:19   |
| 6.     | Where Will I Be                        | Kooymans                         | singl (1969)          | 3:52   |
| 7.     | Another 45 Miles                       | Kooymans                         | singl (1969)          | 4:45   |
| 8.     | Back Home                              | Kooymans                         | Golden Earring (1970) | 3:52   |
| 9.     | Holy Holy Life                         | Kooymans                         | singl (1971)          | 3:54   |
| 10.    | She Flies on Strange Wings             | Kooymans                         | Seven Tears (1971)    | 7:22   |
| 11.    | Buddy Joe                              | Kooymans                         | Together (1972)       | 3:49   |
| 12.    | Stand by Me                            | Kooymans                         | singl (1972)          | 4:30   |
| 13.    | Radar Love                             | Kooymans, Barry Hay              | Moontan (1973)        | 6:24   |
| 14.    | Instant Poetry                         | Kooymans, Hay                    | singl (1974)          | 4:57   |
| 15.    | (Kill Me) Ce Soir                      | Kooymans, Hay, John Fenton       | Switch (1975)         | 6:17   |
| 16.    | Sleepwalkin'                           | Kooymans, Hay                    | To the Hilt (1976)    | 5:00   |
| 17.    | Bombay                                 | Kooymans, Hay                    | Contraband (1976)     | 3:52   |

| Disk 2 | Disk 2                         | Disk 2                                     | Disk 2                            | Disk 2 |
| Pořadí | Název                          | Autor                                      | Původní album                     | Délka  |
| ------ | ------------------------------ | ------------------------------------------ | --------------------------------- | ------ |
| 1.     | Just Like Vince Taylor         | Kooymans, Hay                              | Moontan (1973)                    | 6:25   |
| 2.     | Movin' Down Life               | Kooymans, Hay                              | Grab It for a Second (1978)       | 3:32   |
| 3.     | Weekend Love                   | Gerritsen, Hay, Kooymans, Cesar Zuiderwijk | No Promises…No Debts (1979)       | 4:14   |
| 4.     | I Do Rock 'N Roll              | Kooymans, Hay                              | singl (1979)                      | 3:43   |
| 5.     | Long Blond Animal              | Kooymans, Hay                              | Prisoner of the Night (1980)      | 3:36   |
| 6.     | No for an Answer               | Kooymans, Hay                              | Prisoner of the Night (1980)      | 4:13   |
| 7.     | Slow Down (koncertní nahrávka) | Larry Williams                             | 2nd Live (1981)                   | 4:44   |
| 8.     | Twilight Zone                  | Kooymans                                   | Cut (1982)                        | 7:55   |
| 9.     | The Devil Made Me Do It        | Kooymans, Hay                              | Cut (1982)                        | 3:22   |
| 10.    | When the Lady Smiles           | Kooymans, Hay                              | N.E.W.S. (1984)                   | 5:36   |
| 11.    | Clear Night Moonlight          | Kooymans, Hay                              | N.E.W.S. (1984)                   | 3:25   |
| 12.    | Something Heavy Going Down     | Kooymans, Hay                              | Something Heavy Going Down (1984) | 4:38   |
| 13.    | Quiet Eyes                     | Kooymans, Hay                              | The Hole (1986)                   | 4:02   |
| 14.    | Why Do I                       | Kooymans, Hay                              | The Hole (1986)                   | 4:43   |
| 15.    | They Dance                     | Kooymans, Hay                              | The Hole (1986)                   | 5:07   |
| 16.    | My Killer My Shadow            | Kooymans, Hay                              | Keeper of the Flame (1989)        | 4:06   |
| 17.    | Turn the World Around          | Kooymans, Hay                              | Keeper of the Flame (1989)        | 5:32   |

| Disk 3 | Disk 3                                         | Disk 3                  | Disk 3                      | Disk 3 |
| Pořadí | Název                                          | Autor                   | Původní album               | Délka  |
| ------ | ---------------------------------------------- | ----------------------- | --------------------------- | ------ |
| 1.     | Distant Love                                   | Gerritsen               | Keeper of the Flame (1989)  | 5:11   |
| 2.     | Going to the Run                               | Kooymans, Hay           | Bloody Buccaneers (1991)    | 3:57   |
| 3.     | Temporary Madness                              | Kooymans, Hay           | Bloody Buccaneers (1991)    | 3:32   |
| 4.     | Pouring My Heart Out Again                     | Kooymans, Hay           | Bloody Buccaneers (1991)    | 4:00   |
| 5.     | I Can't Sleep Without You (koncertní nahrávka) | Kooymans, Hay           | The Naked Truth (1992)      | 3:30   |
| 6.     | As Long as the Wind Blows (koncertní nahrávka) | Kooymans                | singl (1993)                | 4:31   |
| 7.     | Hold Me Now                                    | Kooymans, Hay           | Face It (1994)              | 3:42   |
| 8.     | Johnny Make Believe                            | Kooymans, Hay           | Face It (1994)              | 4:44   |
| 9.     | This Wheel's on Fire                           | Rick Danko, Bob Dylan   | Love Sweat (1995)           | 4:00   |
| 10.    | Burning Stuntman (koncertní nahrávka)          | Kooymans, Hay           | Naked II (1997)             | 6:16   |
| 11.    | Paradise in Distress                           | Kooymans, Hay           | Paradise in Distress (1999) | 5:43   |
| 12.    | Whisper in a Crowd                             | Kooymans, Hay           | Kooymans, Hay (1999)        | 3:49   |
| 13.    | Miles Away from Nowhere                        | Kooymans, Hay           | singl (2000)                | 3:25   |
| 14.    | Yes, We're on Fire                             | Kooymans, Hay           | singl (2000)                | 4:55   |
| 15.    | Albino Moon                                    | Kooymans, Hay           | Millbrook U. S. A. (2003)   | 3:55   |
| 16.    | A Sound I Never Heard                          | Kooymans, Frank Carillo | Millbrook U. S. A. (2003)   | 4:46   |
| 17.    | Colourblind                                    | Kooymans, Hay           | Millbrook U. S. A. (2003)   | 4:10   |
| 18.    | Angel (koncertní nahrávka)                     | Kooymans, Hay           | Face It (1994)              | 3:41   |